# Bruta Crispina
Bruta Crispina ou Brútia (Roma, 164 - Capri,  191) foi uma imperatriz-consorte romana, esposa do imperador Cômodo. Ela não teve filhos, o que provocou uma crise de sucessão conhecida como "ano dos cinco imperadores" em 193, iniciando com o brevíssimo reinado de Pertinax.

## Família
Crispina veio de uma ilustre família aristocrática e era filha do cônsul por duas vezes Caio Bruto Presente com sua esposa Valéria. Os avôs paternos dela eram o cônsul e senador Caio Bruto Presente e a rica herdeira Laberta Hostília Crispina, filha de outro cônsul por duas vezes, Mânio Labério Máximo.
O irmão de Crispina era o futuro cônsul Lúcio Bruto Quíncio Crispino. A família de seu pai era originária de Volceios, na Lucânia, e era intimamente ligada aos imperadores Trajano, Adriano, Antonino Pio e Marco Aurélio. É possível que Crispina tenha nascido e sido criada lá ou em Roma.

## Casamento
Crispina se casou com Cômodo, então com dezesseis anos, no verão de 178 e deu-lhe, na forma de dote, um grande número de propriedades. Estas, quando somadas ao tesouro imperial, deu-lhe controle sobre uma parte substancial do território da Lucânia. A cerimônia em si foi modesta, mas foi comemorada através da cunhagem de moedas e em generosas distribuições para a população. Um epitalâmio para a ocasião foi composto pelo sofista Júlio Pólux.
Ao se casar, Crispina recebeu o título de augusta e, assim, se tornou imperatriz-consorte do Império Romano pois seu marido havia sido elevado a coimperador juntamente com o sogro dela, Marco Aurélio. A imperatriz anterior, Faustina, a Jovem, seria sua sogra se não tivesse morrido três anos antes do casamento.
Como a maior parte dos casamentos entre jovens nobres, o de Crispina foi arrumado pelos paters: no caso de Crispina, pelo seu pai e pelo seu sogro. Cômodo não gostava da esposa, provavelmente pelo seu temperamento— ela era bela, mas diz-se que era também vaidosa e arrogante—, mas também por que Cômodo sabidamente preferia a companhia masculina. Crispina é descrita como sendo uma pessoa graciosa, mas não existem medalhas com sua aparência.
Como augusta, Crispina foi muito homenageada em imagens públicas, principalmente nos dois últimos anos do reinado de seu sogro e nos primeiros no de seu marido. Ela não parece ter tido influência sobre o marido durante o seu bizarro reinado. Porém, ela não estava isenta de participar nas intrigas da corte, pois sua cunhada, Lucila, era uma mulher ambiciosa e tinha ciúmes de Crispina, a imperatriz reinante, por causa de sua posição e do poder que detinha.
O casamento de Crispina e Cômodo não produziu filhos por culpa principalmente dele, o que levou a uma crise de sucessão. Na realidade, tanto Antíscio Burro (com quem Cômodo dividiu seu primeiro consulado como único governante) quanto Caio Árrio Antonino, que eram provavelmente parentes da família imperial, foram supostamente executados por "suspeita de aspirarem ao trono".
Depois de dez anos de casamento, Crispina acabou sendo falsamente acusada de adultério e foi banida para a ilha de Capri em 188, onde ela foi posteriormente executada. Livre da esposa, Cômodo não se casou novamente, mas a se relacionar com uma amante chamada Márcia, que, diz-se, conspirou depois para matá-lo.

## Morte
Com base numa leitura errônea da História Augusta (5.9) e de Dião Cássio (73.4.6), sua queda é por vezes incorretamente associada a uma conspiração de Lucila para assassinar Cômodo em 181 ou 182. Seu nome continua a aparecer nas inscrições até pelo menos 191 (CIL VIII, 02366). O eventual exílio e morte de Crispina, contudo, parece ter sido resultado da queda de Marco Aurélio Cleandro ou da incapacidade de Cômodo de ter filhos com ela para assegurar a sucessão dinástica.